# Nowyj Starodub
Nowyj Starodub (ukrainisch Новий Стародуб; russisch Новый Стародуб Nowy Starodub) ist ein großes Dorf im Osten der Oblast Kirowohrad im Zentrum der Ukraine mit etwa 3000 Einwohnern
(1. April 2013).

## Geographie

### Geographische Lage
Das Dorf liegt in der historischen Region des sogenannten „Wilden Feldes“ im Rajon Oleksandrija an der Mündung des Beschka in den Inhulez, einem Nebenfluss des Dnepr.
Die nächstgelegenen Städte sind Oleksandrija 17 km nördlich und Schowti Wody 41 km südöstlich gelegen. Petrowe, das ehemalige Rajonszentrum, ist 22 km südlich und der Hauptort der Oblast, Kropywnyzkyj ist 95 km westlich des Dorfes. Die Siedlung städtischen Typs Balachiwka grenzt im Süden an das Gemeindegebiet.

### Gemeinde
Am 12. Juni 2020 wurde das Dorf ein Teil der neugegründeten Siedlungsgemeinde Petrowe, bis dahin bildete es zusammen mit den Dörfern Fedoriwka (ukrainisch Федорівка), Marjaniwka (ukrainisch Мар'янівка), Olimpiadiwka (ukrainisch Олімпіадівка) und Tscherwonosillja (ukrainisch Червоносілля) die gleichnamige Landratsgemeinde Nowyj Starodub (Новостародубська сільська рада/Nowostarodubska silska rada) im Norden des Rajons Petrowe.
Am 17. Juli 2020 kam es im Zuge einer großen Rajonsreform zum Anschluss des Rajonsgebietes an den Rajon Oleksandrija.

## Geschichte
In den Jahren 1754 bis 1759 und von 1761 bis 1764 gehörte der Ort mit dem damaligen Namen Ownjanka (ukrainisch Овнянка) zum Gebiet des Nowoslobidskyj-Kosaken-Regimentes, einer administrativ-territorialen und militärischen Einheit in der Ukraine. 
1860 erhielt das Dorf den heutigen Namen. Während das Dorf bei der Volkszählung 2001 noch 4.961 Einwohner hatte, sank die Bevölkerungszahl bis April 2013 um etwa 40 % auf nur noch 3.002 Einwohner.

## Persönlichkeiten
- Sergei Michailowitsch Krawtschinski (1851–1895); russischer Revolutionär